# Жардин, Алберту Жуан
Алберту Жуан Кардозу Гонсалвиш Жардин (порт. Alberto João Cardoso Gonçalves Jardim; род. 4 февраля 1943, Фуншал) — государственный и политический деятель Португалии.

## Биография
Родился на острове Мадейра в 1943 году. Переехал в Коимбру, где поступил в местный университет, и прожил там более десяти лет. В 1973 году получил степень лиценциата права юридического факультета Коимбрского университета. Впервые избранный президентом регионального правительства Мадейры в 1978 году в возрасте 35 лет, затем занимал эту должность 10 раз подряд.
14 февраля 2015 года во время карнавала на Мадейре, Алберту Жардин надел традиционную греческую шляпу, и заявил, что это должно показать солидарность с народом Греции и «СИРИЗА». Он также предупредил, что новое правительство Мадейры, которое будет после его ухода, должно быть сильным и не подчиняться Лиссабону, так как народ Мадейры хочет сильного руководства. По его мнению, Португалия грабила Мадейру на протяжении пяти с половиной веков. 29 марта 2015 года прошли региональные выборы на Мадейре в которых Алберту Жардин не участвовал как и обещал в 2011 году. 20 апреля 2015 года новым президентом регионального правительства Мадейры стал Мигел Албукерке.

## Политическая деятельность
Помощь Европейского союза португальскому архипелагу Мадейра, сыграла важную роль в развитии региона. В значительной степени этому способствовали структурные фонды, выделенные региональному правительству. Кроме того, правительство Алберту Жардима десятилетиями получало финансовую поддержку и имело огромный государственный долг из-за чрезмерного перерасхода средств. Неожиданный скандал произошел 16 сентября 2011 года, когда центральный банк Португалии заявил, что остров Мадейра занижал объём своих долговых обязательств с 2004 года, что привело к оказанию дополнительного давления на Мадейру с целью выполнения целевых показателей дефицита в рамках международной финансовой помощи. Оценка финансовых показателей Мадейры, проведенная Банком Португалии, показала, что только с 2008 по 2010 год региональное правительство не отчиталось о долге в размере 1,1 миллиарда евро. Банк Португалии назвал упущение «серьёзным», добавив, что ему не известно о каких-либо подобных случаях в остальной части страны.
Алберту Жуан Жардин часто ассоциировался с Фронтом освобождения архипелага Мадейра, ультраправой сепаратистской террористической организацией архипелага, совершившей 70 взрывов на Мадейре в период с 1975 по 1978 год. Хотя сепаратисты никогда не привлекались к ответственности, он часто поддерживал их действия, заявляя, что «они должны получать награду, а не наказание, так как они защитники демократии и отечества».

## Книги
- Tribuna Livre;
- Pela Autonomia e o Desenvolvimento Integral;
- A Experiência da Autonomia Regional da Madeira;
- Regionalização, Europa, Estado e Poder Local.

## Примечание
1. ↑  No desfile de Carnaval Jardim disse que está solidário com o povo grego Архивная копия от 24 сентября 2015 на Wayback Machine, in RTP Madeira
2. ↑  Portugal-En Архивировано 3 декабря 2007 года.
3. ↑   (порт.) Jardim sobre Silva Lopes: «Esse senhor é um incompetente» Архивировано 9 июня 2012 года., Diário de Notícias (September 13, 2011)
4. ↑  Island spending increases Portuguese debt load (недоступная ссылка), CBS Moneywatch.com from September 16, 2011
5. ↑  Fundadores da FLAMA asseguram que o ressuscitar do movimento separatista só interessa a Jardim Архивировано 10 мая 2009 года., in Público (Portugal)